# Wereldkampioenschappen schaatsen afstanden 2011 - Ploegenachtervolging mannen
De ploegenachtervolging mannen op de wereldkampioenschappen schaatsen afstanden 2011 werd gehouden op zondag 13 maart 2011 in de Max Aicher Arena in Inzell, Duitsland.
De acht hoogst geklasseerde landen van de Wereldbeker schaatsen 2010/2011 - Ploegenachtervolging mannen mochten deelnemen aan het WK; gastland Duitsland was automatisch geplaatst ook indien het niet bij de top acht van de wereldbeker zou eindigen.

## Statistieken

### Uitslag
| #      | Land             | Schaatsers                                               | Tijd    |
| ------ | ---------------- | -------------------------------------------------------- | ------- |
| Goud   | Verenigde Staten | Shani Davis Jonathan Kuck Trevor Marsicano               | 3.41,72 |
| Zilver | Canada           | Mathieu Giroux Lucas Makowsky Denny Morrison             | 3.41,85 |
| Brons  | Nederland        | Jan Blokhuijsen Koen Verweij Bob de Vries                | 3.43,44 |
| 4      | Duitsland        | Robert Lehmann Tobias Schneider Marco Weber              | 3.45,54 |
| 5      | Noorwegen        | Håvard Bøkko Mikael Flygind Larsen Sverre Lunde Pedersen | 3.45,73 |
| 6      | Rusland          | Pavel Bajnov Aleksandr Roemjantsev Ivan Skobrev          | 3.46,02 |
| 7      | Italië           | Matteo Anesi Marco Cignini Ermanno Ioriatti              | 3.49,68 |
| 8      | Polen            | Zbigniew Bródka Konrad Niedźwiedzki Jan Szymański        | 3.52,24 |

### Loting
| Rit |           |                  |
| --- | --------- | ---------------- |
| 1   | Polen     | Nederland        |
| 2   | Duitsland | Italië           |
| 3   | Noorwegen | Verenigde Staten |
| 4   | Rusland   | Canada           |

2005 · 
2007 · 
2008 · 
2009 · 
2011 · 
2012 · 
2013 · 
2015 · 
2016 · 
2017 · 
2019 · 
2020 ·
2021 ·
2023 ·
2024 ·
2025